# Max Ansorge
Max Ansorge   (Strzegom, 1 d'octubre de 1862 - Namysłów, 2 de maig de 1940) fou un cantor, organista i compositor alemany.
De 1884 a 1887 va estudiar a l'aleshores Königliche Hochschule für Musik, avui Universitat de les Arts de Berlín. De 1887 a 1891 va ser cantor i organista a l'església de Sant Jaume de Stralsund. De 1891 a 1896 va treballar com a organista a l'església Lutherkirche, on va treballar fins al 1908. Durant un projecte de catalogació dels manuscrits de la biblioteca de la Universitat de Wrocław, es van trobar 82 manuscrits i 4 manuscrits que probablement formaven part de les seves col·leccions privades.
Es va distingir com a organista i compositor de lieder i d'obres del gènere religiós per a veus soles o amb acompanyament d'orgue, així com peces per a coral.